# Gettomasa
Gettomasa, pseudonimo di Aleksi Lehikoinen (Montréal, 22 novembre 1993), è un rapper canadese naturalizzato finlandese.

## Biografia
Originario di Montréal, ha trascorso gran parte della sua infanzia a Jyväskylä. Ha intrapreso la carriera musicale nel 2014, anno in cui ha realizzato con Ruuben l'album in studio Vellamo LP e pubblicato attraverso la KPC.
L'anno successivo si è laureato presso la Gradia Jyväskylä e ha firmato un contratto discografico con la PME. Il secondo disco Chosen One, distribuito per mezzo della Warner Music Finland, ha fruttato all'artista la sua prima entrata nella Suomen virallinen lista, esordendo in top 20.
Ha conquistato risultati maggiori con gli album in studio successivi Diplomaatti e Kalamies, che hanno debuttato rispettivamente al vertice e alla 2ª posizione della classifica nazionale. Diplomaatti, oltre a fruttare all'artista la vittoria nella categoria pubblicazione rap/R&B dell'anno agli Emma gaala, ha trascorso 292 settimane nella Suomen virallinen lista ed è risultato il 9º più venduto in suolo finlandese nel corso del 2019 secondo la Musiikkituottajat. Ha inoltre ottenuto la sua prima numero uno come artista principale nella hit parade dei singoli grazie a Veli mä vannon, reso disponibile nel 2020.
Agli MTV Europe Music Awards è stato candidato come miglior artista finlandese.

## Discografia

### Album in studio
- 2014 – Vellamo LP (con Ruuben)
- 2016 – Chosen One
- 2019 – Diplomaatti
- 2020 – Kalamies
- 2022 – Vastustamaton

### EP
- 2017 – 17
- 2024 – EP (con Kube)

### Singoli
- 2014 – Kuulokkeet
- 2015 – Ota kiinni jos saat
- 2015 – Sama jätkä (feat. Stepa)
- 2015 – Missä oot poika (feat. Kemmuru)
- 2016 – Kuka
- 2016 – Sä tiiät
- 2016 – Pelaat ittees (feat. Rekami)
- 2016 – Kokovalkoisissa (feat. Palmroth)
- 2016 – Raiders
- 2017 – Entä sä (feat. Gracias)
- 2017 – 1 menee VIP (con Särre)
- 2017 – Ykkösen bägei (feat. Justsesomali)
- 2018 – Lössi
- 2018 – Johtotähti
- 2018 – Ei mitää järkee (con Gracias)
- 2018 – Kotikulmilla (feat. Joosu J & Will-Jam)
- 2019 – Muijii stadis
- 2019 – Enempää
- 2020 – 16v (con Cavallini & Shrty)
- 2020 – Mähän sanoin (con Elastinen)
- 2020 – Flanellei (con Lauri Haav e Shrty)
- 2020 – Epäkohtelias (con Pyrythekid e Axel Kala)
- 2020 – Veli mä vannon
- 2021 – Valmiina futaa (con Ege Zulu)
- 2022 – Hyvä me
- 2022 – 500 hevosta
- 2022 – Shamppanjadieetillä (con Van Hegen)
- 2023 – Meit ei oo
- 2023 – Jälkeekään
- 2023 – 5AM (con Pessa)
- 2023 – Feimiii (con Lauri Haav)
- 2024 – Hautajaiset (con Sexmane)
- 2024 – Exät
- 2024 – Stunttaa
- 2024 – Yks hymy (con Van Hegen)
- 2024 – Makaveli (con gli Shakkii)

### Collaborazioni
- 2016 – A.T.M. (Joosu J feat. Gettomasa)
- 2020 – Kilo (Cledos feat. Gettomasa)
- 2021 – 8 x 8 (DJ Massimo feat. Hannibal, Tapani Kansalainen, Paleface, OG Ikonen, Jodarok, Are, Solonen & Gettomasa)
- 2022 – Perus (Etta feat. Gettomasa)